# THE はじめてのRPG 〜伝説の継承者〜
THE はじめてのRPG 〜伝説の継承者〜（ザ はじめてのアールピージー でんせつのけいしょうしゃ）は、ヒューネックスにより開発されたプレイステーション2用コンピュータゲーム。『SIMPLE2000シリーズ』の第44作である。

## 登場人物
- 勇者
- 魔術師
- 王女

## スタッフ
- シリーズプロデューサー：岡島信幸
- アシスタントプロデューサー：字原直似
- ディレクター：葛西倫明
- プログラム：佐藤厚、五十嵐則之
- グラフィック：中田淳
- 製作管理：脇本博道、大沢知巳
- 絵コンテ/演出：吉川浩司
- 原画：江上夏樹、西武師経、佐野隆雄、吉田伊久雄、小宮素直、わたなべぢゅんいち
- 動画/仕上げ：武遊
- 色指定：鍋島桂寿子
- 検査：小林弘美
- 美術：島津あゆみ
- 撮影/編集：桑良人
- 製作担当：中野浩司
- 製作プロデューサー：水口誠
- スペシャルアドバイザー；有泉富三彦

## 主題歌
- オープニングテーマ「創まりの風」
  - 作詞：原田ひとみ / 作編曲：村木康生 / 歌：galapagos
- エンディングテーマ「途南の翼」
  - 作詞：原田ひとみ / 作編曲：村木康生 / 歌：galapagos